# Pilica
Pilica (lat. Staehelina), biljni rod grmova iz porodice glavočika rasprostranjen po zapadnom Sredozedmlju
Na popisu su 4 vrste, a za Hrvatsku se navodi samo grmasta pilica (Staehelina dubia ).

## Vrste
1. Staehelina baetica DC.; španjolski endem
2. Staehelina dubia L.
3. Staehelina petiolata (L.) Hilliard & B.L.Burtt; kretski endem
4. Staehelina uniflosculosa Sm.